# Piazza Bernardo Tanucci

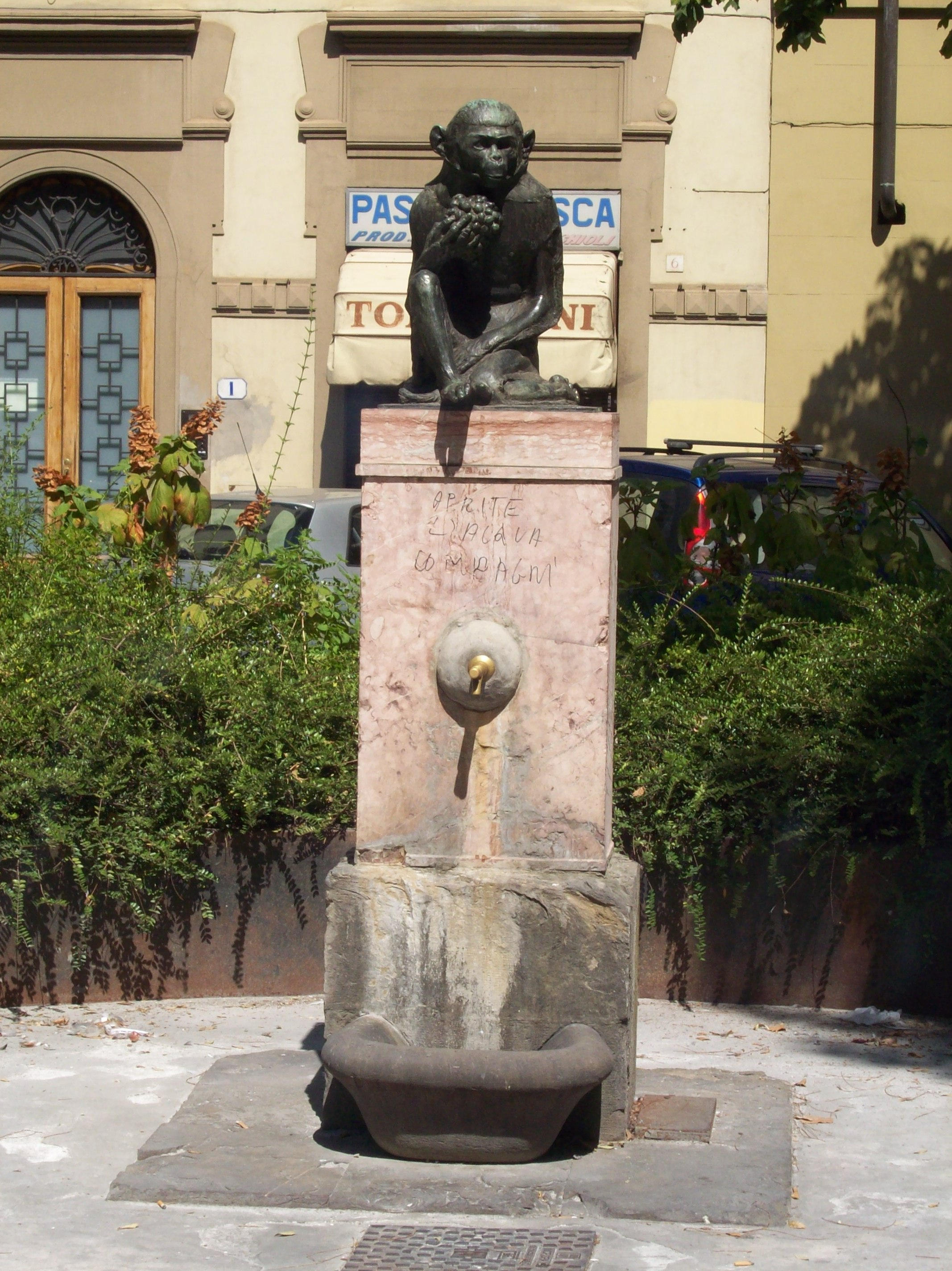
La Statua della Scimmia

Piazza Bernardo Tanucci a Firenze, che prende il nome dal politico toscano del Regno di Napoli in epoca borbonica, di origini toscane, è sita nel quartiere del Romito, inglobato nel quartiere 5 Rifredi, e da essa si aprono numerose strade fondamentali per la viabilità del quartiere: da nord in senso orario, via Pompeo Neri (che collega la piazza con piazza Leopoldo), via Gaetano Milanesi, via del Romito, via Antonio Locatelli, via Circondaria e via Filippo Corridoni.

## Storia e descrizione
La toponomastica della zona ricorda molti personaggi della politica dei secoli XVIII e XIX e l'intitolazione della piazza risale al sindaco Orazio Bacci con delibera del 24 maggio 1915.
Al centro della piazza si trova la Statua della Scimmia, un'opera bronzea realizzata da Giulio Cipriani nel 1956, che raffigura una scimmia su un basamento in marmo, dov'è presente una fontanella. L'opera ha recentemente subito un restauro gratuito da parte di un'associazione di artigiani fiorentini, durante il riordino della piazza avvenuto tra il 2005 e il 2006, all'interno di un piano comunale di restauri delle piazze del quartiere. Nell'occasione è stato ridisegnato completamente il verde presente con l'inserimento di aiuole in Cor Ten, sono stati creati nuovi passaggi per i passeggini e per i diversamente abili, sono state collocate nuove panchine e si è sperimentato l'utilizzo del cemento fotocatalitico che può "assorbire" le sostanze inquinanti presenti nell'aria.